# Parafia Matki Bożej Bolesnej w Chróstniku
Parafia pw. Matki Bożej Bolesnej w Chróstniku – parafia rzymskokatolicka znajdująca się w dekanacie Lubin Zachód w diecezji legnickiej. Obsługiwana przez księży salezjanów. Erygowana w 1981 roku. Mieści się pod numerem 86a. Funkcję proboszcza parafii pełni ks. Andrzej Godyń SDB. 